# Leonard Patrick Harvey
Leonard Patrick Harvey, a menudo mencionado como L. P. Harvey, (Londres, 25 de febrero de 1929-Wellington, 4 de agosto de 2018) fue un profesor e investigador británico. Fue profesor de español en la Universidad de Oxford (1956-58), Southampton (1958-60) y en el Queen Mary College de Londres (1960-63), fue Jefe del Departamento de Español en el Queen Mary College de 1963 a 1973 (fue nombrado profesor en 1967) y profesor de español en el King's College de Londres, en 1983, hasta su jubilación en 1990.

## Biografía
Sus campos de especialización académica fueron los estudios árabes e islámicos, los mudéjares y moriscos, y el patrimonio islámico de la literatura española medieval y moderna. Después de su jubilación, aceptó acudir al Centro de Estudios Islámicos de Oxford, hasta que decidió mudarse a Nueva Zelanda, donde vivió jubilado hasta su fallecimiento.

## Obras
Publicó trabajos sobre diferentes temas: España islámica 1250-1500, literatura aljamiada, Musulmanes en España 1500-1614. Escribió sobre Ibn Battuta, Don Quijote, Mancebo de Arévalo o Baray de Reminjo. 